# Franck Oliver Ongfiang
Franck Oliver Ongfiang est un footballeur camerounais né le 6 avril 1985 à Yaoundé. Il joue au poste de milieu de terrain.

## Carrière
- 2002 :  AC Venise
- 2002-2005 :  US Palerme
- 2003-2004 :  AC Cesena (prêt)
- 2004-2005 :  AC Martina 1947 (prêt)
- 2005-2008 :  ES Tunis
- 2006-2007 :  Al-Aïn Club (prêt)
- 2007-2008 :  Sharjah FC (prêt)
- 2008-2010 :  Al-Ahly Tripoli
- 2010-2011 :  Zirka Kropyvnytsky
- 2011-2012 :  Sheikh Russell KC
- 2013 :  Benfica Luanda
- 2014 :  Sriwijaya FC

## Palmarès
- Championnat de Tunisie de football : 2006
- Coupe de Tunisie de football : 2006